# 넬슨섬 (사우스셰틀랜드 제도)

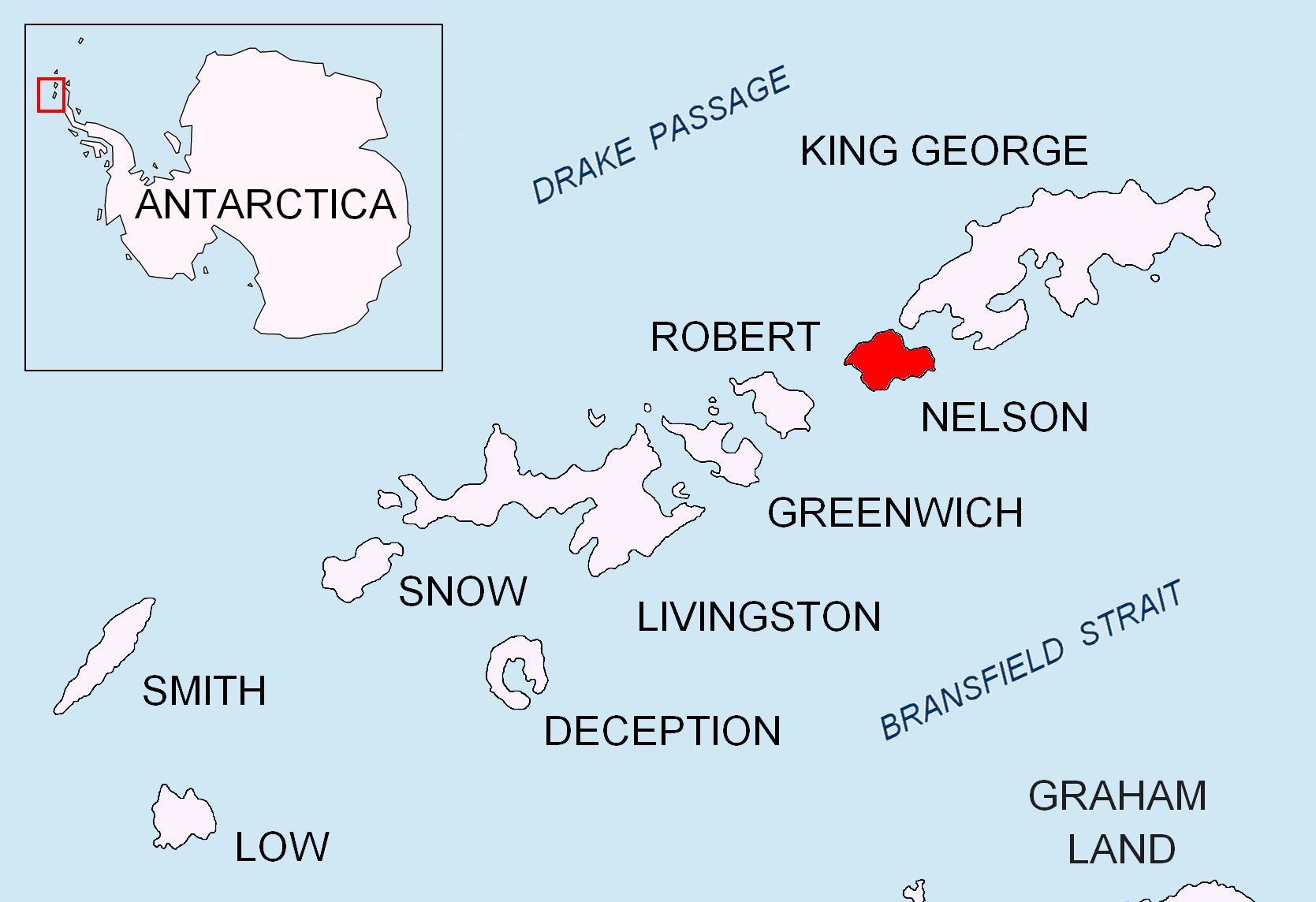

넬슨섬(영어: Nelson Island, O'Cain's Island, Strachans Island)은 사우스셰틀랜드 제도의 섬으로, 킹조지섬 남서쪽에 위치해 있다.

## 같이 보기
- 남극의 영유권 주장 목록